# Ordo Rosarius Equilibrio
Az Ordo Rosarius Equilibrio svéd neofolk/martial industrial/experimental együttes, 1993-ban alakult Stockholmban.

## Története
A zenekar 1993-ban alakult, Tomas Pettersson alapította, miután előző együttese, az Archon Satani feloszlott. Új együttese az Ordo Equilibrio nevet kapta. Hozzá csatlakozott barátnője, Chelsea Krook. 2001-ben Krook helyére Rose-Marie Larsen került. Ekkor a név is megváltozott, Ordo Rosarius Equilibrio lett a zenekar neve. Az együttes neve latinul a rózsák és az egyensúly rendjét jelenti.

## Diszkográfia
- Reaping the Fallen, The First Harvest (Ordo Equilibrio néven, 1994)
- The Triumph of Light... and Thy Thirteen Shadows of Love (Ordo Equilibrio néven, 1997)
- 14l (Ordo Equilibrio néven, 1997)
- Conquest, Love & Self Perseverance (Ordo Equilibrio néven, 1998)
- Make Love, and War: The Wedlock of Roses (2001)
- Make Love, and War: The Wedlock of Equilibrium (2001)
- Cocktails, Carnage, Crucifixion and Pornography (2003)
- Satyriasis - Somewhere Between Equilibrium and Nihilism (split lemez a Spiritual Fronttal, 2005)
- Apocalips (2006)
- Four (2007)
- O N A N I (Practice Makes Perfect) (2009)
- Do Angels Never Cry, and Heaven Never Fall? (2010)
- Songs 4 Hate & Devotion (2010)
- 4Play (2013)
- Vision: Libertine - The Hangman's Triad (2016)
- Let's Play (Two Girls & a Goat) (2019)